# سوخوي سو-5
سوخوي سو-5 (بالإنجليزية: Sukhoi Su-5)‏ هي طائرة مقاتلة من صناعة سوخوي. كان أول طيران لها في 6 أبريل 1945.